# 延斯·瓊森
延斯·瓊森（丹麥語：Jens Jønsson；1993年1月10日—）是一位丹麥足球運動員。在場上的位置是後衛防守型中場。現效力於希臘足球超級聯賽球隊AEK雅典。他也代表丹麥U21國家足球隊參賽。